# Дванадесетте стола
„Дванадесетте стола“, издаван и като „12-те стола“ и „Дванайсетте стола“ (на руски: „Двенадцать стульев“), е роман на Иля Илф и Евгений Петров. Написан е през 1927 г. и е първата им съвместна творба. През 1928 г. е публикуван в сп. „Тридесет дни“ (№ 1–7); същата година излиза и като отделна книга. Сюжетът се основава на търсенето на диаманти, скрити в един от дванадесет стола, но историята, разказана в творбата, не се ограничава до приключенския жанр – според изследователите тя съдържа „глобален образ на епохата“.
Литературната общност от 20-те години посреща появата на романа доста сдържано. Подкрепят го писателят Юрий Олеша, политикът Николай Бухарин, критикът Анатолий Тарасенков и някои други. От 1949 г. до средата на 50-те години „Дванадесетте стола“ и следващият роман на съавторите – „Златният телец“ (1931), са забранени за публикуване след проектопостановление на Секретариата на Централния комитет на Всесъюзната комунистическа партия на болшевиките – „За грубата политическа грешка на издателство „Съветски писател“ от 14 декември 1948 г.“, публикувало двата романа в тираж от 75 000 екземпляра.
Първото издание на български е през 1937 г. Творбата е филмирана многократно.

## История на създаването
За създаването на романа разказват както самите съавтори, така и братът на Евгений Петров – Валентин Катаев. Според литературните критици Давид Фелдман и Михаил Одески на определен етап е станало трудно да се отдели легендата от реалните събития.
Според мемоарите на Евгений Петров темата на творбата е предложена от Валентин Катаев, който през август 1927 г. заявява, че иска да стане „съветския Дюма-баща“ и, избирайки него и Илф за „литературни негри“, им препоръча да напишат приключенски роман за пари, скрити в столове, обещавайки впоследствие да мине с майсторската си ръка по черновата им. Илф и Петров възприемат сериозно идеята, решавайки (по предложение на Иля Илф) да пишат заедно. „Започнахме да импровизираме. Бързо се съгласихме, че сюжетът за стола не трябва да бъде основата на романа, а само причината, повод да се покаже живота“.
Основната работа по романа е извършена през септември-декември 1927 г. След като написват първата част за един месец, съавторите занасят ръкописа на Катаев. Той решава, че те не се нуждаят от наставничество, тъй като вижда почерк на напълно оформени писатели. В същото време той – „Дюма-баща“, им поставя две условия: романът да бъде посветен на него като инициатор на проекта и след получаване на първия хонорар съавторите да му подарят златна табакера. Според Фелдман и Одески в подобна интерпретация на събитията има пародийна препратка към „игра на литературен баща“.

## Персонажи
Главни герои
- Остап Бендер – великият комбинатор;
- Иполит Воробянинов (Писе) – „предводител на дворянството“, „отец“ (баща) на руската демокрация;
- Отец Фьодор – свещеник, главният конкурент.

Второстепенни герои
- Людоедката Елочка (за разговор ѝ стигат тридесет думи)
- Никифор Ляпис-Трубецки (автор на Гаврилиадата)
- Членове на клуб „Съюз на меча и ралото“: Виктор Михайлович Полесов (гениален шлосер-интелигент), Кислярски (артелчик на „Московские баранки“), Елена Станиславовна Боур (бивша красавица-прокурорша), Дядев (собственик на „Бързоопак“), Максим Петрович Чарушников (бивш председател на градския съвет, а сега по невероятен начин превърнал се в съветски работник)
- Мадам Грицацуева (вдовица на инвалид от империалистическата война, съпруга на Остап Бендер)

## Сюжет
През целия роман двойката Остап Бендер и Киса Воробянинов търси съкровищата на тъщата, мадам Петухова – диаманти, скрити в един от 12-те стола от изящна гарнитура на майстор Гамбс. Мадам Петухова ги е скрила, опасявайки се от обиск, но не искала да го каже на зет си – Иполит Матвеич, защото той бил пройдоха и вече е изхарчил зестрата на жена си. Едва когато идва смъртният ѝ час, тя му споделя тайната си, но това подслушва изповедникът Отец Фьодор. Иполит Матвеич се втурва да търси диамантите, но тъй като авантюристичните му наклонности са слабички (както и организационните), той се доверява на младеж, носещ моряшко шалче (но нямащ чорапи) и назоваващ се Остап Бендер. Всички се завъртат във водовъртежа на търсене, неудачи, опити и вълнуващи авантюри.

## Издания на български език
Първото издание на романа в България е през 1937 г. През 1983 г. издателство на Отечествения фронт преиздава творбата.

## Екранизации
- Първият филм по мотиви от романа, произведен през 1933 г.: „Dwanaście krzeseł“ (полска версия) или „Dvanáct křesel“ (чешка версия).
- В Германия през 1938 г. е излъчен филмът „Тринадесетте стола“. Сюжетът обаче се развива в Австрия, героите са с други имена.
- Американската екранизация на Мел Брукс под името The Twelve Chairs излиза през 1970 г. – година по-рано от съветската екранизация.
- През 1971 г. излиза филмът „12-те стола“, режисиран от Леонид Гайдай.
- През 1976 г. излиза още една екранизация – „12-те стола“, сериен филм-мюзикъл на Марк Захаров. В главната роля е Андрей Миронов.
- През 2004 г. се появява още един филм-музикална комедия: „Дванайсетте стола“ по музика на М. Дунаевски.
- По данни от IMDb[8] по романа са направени още следните филми: 12 + 1 (1969)[9], Doce sillas, Las (1962)[10], Treze Cadeiras (1957)[11], Sju svarta be-hå (1954)[6], It's in the Bag! (1945)[12]